# 維茲奧勒市鎮
維茲奧勒市鎮（丹麥語：Hvidovre  Kommune）是丹麥的一個市鎮，位於西蘭島東北部，位於哥本哈根以西，屬首都大區。面積24.85平方公里，2009年人口49,366人。行政中心为維茲奧勒。